# Atlantic City Seagulls
Gli Atlantic City Seagulls sono stati una franchigia di pallacanestro della USBL, con sede a Atlantic City, nel New Jersey, attivi tra il 1996 e il 2001.
Nel primo campionato disputato, nel 1996, raggiunsero subito la finale USBL, perdendola per 118-114 con i Florida Sharks. Vinsero poi i successivi tre titoli, nel 1997 (battendo i Long Island Surf 114-112), 1998 (battendo ancora i Long Island Surf 100-96) e 1999 (battendo i Connecticut Skyhawks 83-77). Si sciolsero dopo il campionato 2001.

## Stagioni
| Stagione | Lega | Denominazione          | V  | P  | %    | Piazzamento | Play-off         |
| -------- | ---- | ---------------------- | -- | -- | ---- | ----------- | ---------------- |
| 1996     | USBL | Atlantic City Seagulls | 22 | 7  | 75,9 | 1º          | Finale           |
| 1997     | USBL | Atlantic City Seagulls | 20 | 6  | 76,9 | 1º          | Campioni         |
| 1998     | USBL | Atlantic City Seagulls | 18 | 8  | 69,2 | 1º          | Campioni         |
| 1999     | USBL | Atlantic City Seagulls | 23 | 6  | 79,3 | 1º          | Campioni         |
| 2000     | USBL | Atlantic City Seagulls | 12 | 18 | 40,0 | 4º          | Quarti di finale |
| 2001     | USBL | Atlantic City Seagulls | 0  | 28 | 0,0  | 5º          | -                |

## Palmarès
- United States Basketball League: 3

1997, 1998, 1999